# دریاچه ویگوزرو
دریاچه ویگوزرو (انگلیسی: Lake Vygozero) یک دریاچه در جمهوری کارلیای کشور روسیه است.